# Panhard & Levassor Type L
Der Panhard & Levassor Type L ist ein Rennwagen der 1900er Jahre. Hersteller war Panhard & Levassor in Frankreich.

## Beschreibung
Die Fahrzeuge haben einen von Arthur Constantin Krebs entwickelten Ottomotor. Im Motorcode „O²4I“ steht das „O“ für diesen „Centaure“ genannten Motor und die „4“ für die Anzahl der Zylinder.
Es ist ein Vierzylinder-Reihenmotor mit paarweise gegossenen Zylindern. Er hat 110 mm Bohrung, 140 mm Hub und 5322 cm³ Hubraum. Er wurde auch 24 CV course genannt. Das Getriebe hat vier Gänge.
Der Radstand beträgt zwischen 277 cm und 313 cm.
Von Juli bis Dezember 1902 wurden acht Fahrzeuge hergestellt und im folgenden Jahr bis März weitere drei. Zusammen sind das elf Stück, von denen drei exportiert wurden.
Etwa zur gleichen Zeit gab es mit dem Type M einen weiteren Rennwagen mit einem etwas stärkeren Motor.